# The Gunk
The Gunk est un jeu vidéo d'action-aventure développé par Image & Form et édité par Thunderful Publishing. Le jeu est sorti le 16 décembre 2021 sur Microsoft Windows, Xbox One et Xbox Series.

## Système de jeu
The Gunk est un jeu vidéo d'action-aventure basé sur une histoire jouée en vue à la troisième personne. Le joueur prend le contrôle de Rani, une pillarde qui est arrivée sur une planète extraterrestre avec sa partenaire Beck. La planète extraterrestre présente divers biomes tels que des canyons, des jungles et des grottes, mais le terrain a été corrompu par un parasite appelé le Gunk, qui nuit à l'environnement et à sa faune,. Rani est équipée d'un gant puissant qui peut être utilisé pour aspirer le Gunk, restaurant efficacement l'environnement d'origine. Le joueur devra également combattre des monstres corrompus. Lorsque le Gunk est retiré, la faune prospère et le joueur peut utiliser le scanner pour analyser l'environnement et en savoir plus sur le monde. Toutes les découvertes sont documentées dans un journal de bord que le joueur peut lire.

## Synopsis
Les pillardes Rani et Beck arrivent sur une planète extraterrestre pour rassembler des ressources et des plantes extraterrestres, mais découvrent qu'elle est corrompue par une substance noire nommée le Gunk. Alors que Rani envisage de sauver la planète, la méfiance commence à s'envenimer entre les deux amies.

## Développement
Le jeu est actuellement développé par Image & Form, le studio à l'origine de la série SteamWorld. L'équipe a commencé à conceptualiser des idées sur un nouveau jeu après la sortie de SteamWorld Dig 2 en 2017, ils voulaient le créer à plus grande échelle et doté d'une infographie 3D. Comme il s'agissait de son premier jeu 3D, Image & Form a décidé d'utiliser Unreal Engine 4, ce qui a permis une transition douce pour l'équipe. Le premier prototype du jeu a été créé par le réalisateur Ulf Hartelius, il comprenait plusieurs mouvements de base des personnages et a vu le joueur « [aspirer] du Gunk gluant sur le sol et regarder les plantes repousser ». L'équipe a estimé que l'expérience était « ridiculement gratifiante » et a décidé d'en faire un projet à part entière. Contrairement aux précédents jeux SteamWorld, qui étaient sortis sur de nombreuses plateformes, les visuels 3D du jeu nécessitaient que l'équipe travaille avec du matériel plus performant. Par conséquent, l'équipe s'est associée à Microsoft pour sortir le jeu exclusivement sur PC, Xbox One et Xbox Series X et Series S.
The Gunk a été officiellement annoncé le 24 juillet 2020 lors du showcase des jeux Xbox Series X. Initialement prévu pour sortir en septembre 2021, le jeu a été reporté au 16 décembre 2021,.